# Cừu Portland

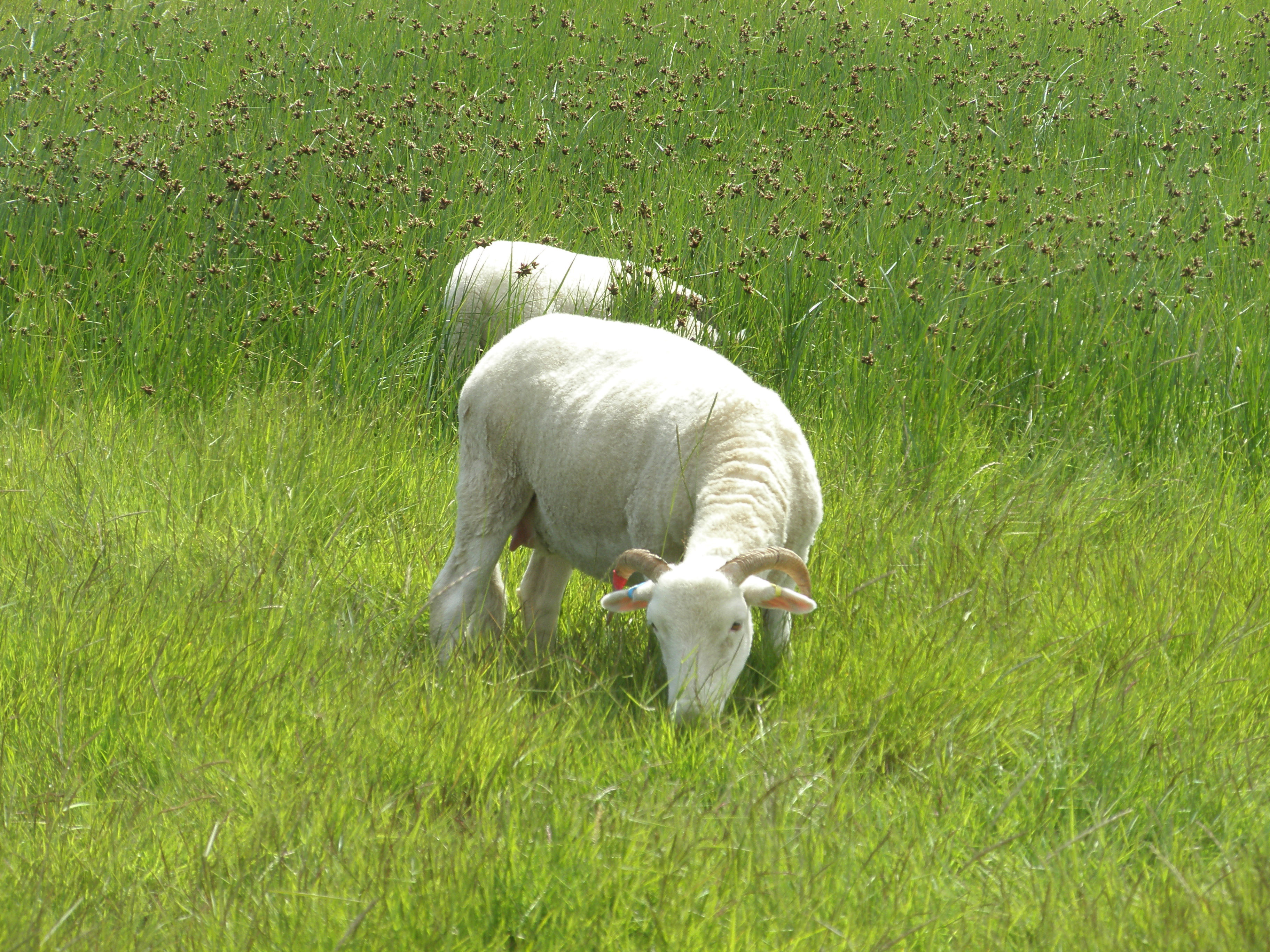
Cừu Portland

Cừu Portland là một giống cừu có nguồn gốc từ nước Anh. Tên gọi của chúng lấy tên từ Isle của Portland ở Dorset thuộc nước Anh. Giống cừu này được nuôi chủ yếu cho việc lấy thịt cừu. Chúng là giống cừu có số lượng không còn nhiều và được coi là một trong những giống vật nuôi cần được bảo tồn để không bị mai một.

## Lịch sử
Một khi phổ biến trên tất cả các vùng Dorset, giống cừu này đã từng là một trong những loài hiếm nhất ở Anh và vẫn có nguy cơ cao trong chuyện mai một. Chúng gần như đã tuyệt chủng vào những năm 1970, nhưng bây giờ đã hồi phục thông qua những nỗ lực của các nhà lai tạo chuyên dụng và sự giúp đỡ của Quỹ Tín thác Sinh tồn Hiếm. Nó bây giờ được liệt kê là "có nguy cơ", là một giống thiểu số. Là một trong những giống cừu mặt rất rám nắng có nguồn gốc từ vùng nhiệt đới, cừu Portland là người đóng góp chính cho giống cừu Dorset. Trang trại gia đình Fancy, một trang trại cộng đồng trên Isle of Portland là nơi sinh sống của đàn cừu Portland duy nhất trên đảo.

## Đặc điểm
Cừu Portland là một con cừu có tầm vóc nhỏ, với một lông cừu màu kem và cái mặt và mặt màu nâu vàng. Cả hai giới đều được trong tình trạng đều có sừng nhưng ở con đực trưởng thành, sừng nặng và hình xoắn ốc kép; ở chiên nái thì sừng nhỏ hơn và ngắn hơn, là một hình lưỡi liềm duy nhất. Những chiếc sừng có màu kem, thường có một hoặc nhiều đường màu đen mỏng chạy dọc theo chiều dài sừng. Những con cừu non được sinh ra với một lớp khoác màu nâu đỏ thay đổi trong vài tháng đầu tiên thành màu trắng kem. Khuôn mặt thường không có lông cừu, nhưng một số con cừu có một nút đầu của len ngắn.
Một tính trạng đặc biệt là chúng có xu hướng có các mảng màu nhạt xung quanh mắt, được gọi là 'mắt kính'. Cả hai giới đều có mõm rộng, thường có màu nhạt như 'kính'. Những con cừu cái có xu hướng có một khuôn mặt, chứ không phải là một mũi nhô cong. Mũi thường có màu đen. Ở cừu trưởng thành, chân trước và chân sau bên hông không có len. Bàn chân chủ yếu là màu đen. Thịt cừu có hương vị phức tạp hơn so với hầu hết các giống thương mại, được đánh giá cao kể từ thời George III. Chúng tạo ra 2–3 kg. của lông cừu chất lượng từ 50 đến 60 có chiều dài chủ yếu là 6–9 cm (2,5–3,5 in), phù hợp cho sợi dệt kim và dệt thủ công. Giống cừu này đôi khi sẽ sinh sản theo mùa, và là giống cừu đầu tiên ở Anh có thể có cừu vào bất kỳ thời điểm nào trong năm.